# Frets on Fire
Pour les articles homonymes, voir FOF.
Frets on Fire (abrégé FoF) est un jeu vidéo de musique libre et gratuit. Il est le gagnant de la compétition de développement de jeux de l'Assembly demo party 2006. Frets on Fire est écrit en Python, et utilise la bibliothèque Amanith. Le jeu fonctionne sous Windows, Linux et Mac OS X (Mac Intel uniquement).

## Système de jeu

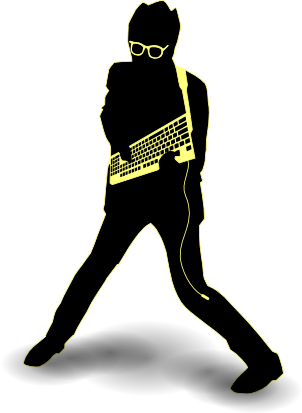
Position du joueur

Frets on Fire est un clone de Guitar Hero pour PC. Le joueur doit appuyer sur les boutons de frets (par défaut les boutons F1 à F5) pour pincer la corde, et sur le bouton pick (par défaut, la touche entrée) pour gratter les cordes, afin de jouer la chanson. Toutes les 10 notes correctement jouées, le multiplicateur de point augmente jusqu'à 4.
En revanche, chaque erreur est sanctionnée par un couac disgracieux, l'interruption de la mélodie, et la chute du multiplicateur de points à 1.
Depuis la version 1.2.438, il est possible de jouer certaines notes sans avoir à les picker, mais seulement si la note précédente a été jouée correctement. Certains solos rapides peuvent donc être exécutés beaucoup plus facilement.
L'originalité du jeu réside dans son moyen de contrôle. En effet, à l'origine, le jeu se jouait exclusivement avec un clavier d'ordinateur. La position des touches permet de jouer en prenant le clavier de manière à imiter la position d'un guitariste. Libre au joueur expérimenté de prendre les positions de ses guitaristes favoris, ce qui est facilité par exemple par l'emploi d'un clavier sans fil. Aujourd'hui, il est également possible d'utiliser les guitares vendues avec Guitar Hero.
Le jeu, étant libre, offre une grande possibilité de modification, autant sur le plan graphique (thèmes visuels) que sur le plan de la mécanique du jeu lui-même (ajout de fonctionnalités, par exemple un mode 2-joueurs). Bien qu'il soit aisé de modifier soi-même le jeu, plusieurs mods et thèmes existent et viennent ajouter à l'originalité du jeu. Par ailleurs, les fichiers sonores utilisés par le jeu sont compressés dans un format audio libre, l'ogg vorbis.
Plusieurs communautés se sont développées autour du jeu. Quelques fans ont même fabriqué une guitare pour y jouer, émulant un clavier. Les communautés exploitent entre autres la possibilité que le jeu possède d'envoyer son score (pointage ?) automatiquement à la fin d'une partie sur un serveur. Ce score est envoyé par défaut au serveur World Charts où l'on retrouve les pointages de milliers de joueurs. Notons aussi qu'il existe différents systèmes permettant de développer son propre site, systèmes tout aussi open-source que le jeu lui-même.

## Contenu
- Quatre niveaux de difficulté (Supaeasy ou « trop facile », Facile, Moyen, et Amazing, qui pourrait se traduire par « Impressionnant ») ;
- Un tutoriel ;
- Un éditeur de chansons permettant la modification des chansons existantes ou la création de nouvelles chansons ;
- Trois chansons incluses de base ;
- Compatibilité avec la guitare de Guitar Hero, ou une manette de console à port USB ;
- La possibilité d'importer les chansons de Guitar Hero, de Guitar Hero II ou de Guitar Hero III ou d'autres chansons sur https://www.fretsonfire.org.

## Informations utiles
Il existe plusieurs versions améliorées de Frets on Fire par les membres d'un forum anglophone, Fofix notamment, qui ressemble encore plus aux nouveaux Guitar Hero et Rock Band.